# Jennifer Garner
Pour les articles homonymes, voir Garner.
Jennifer Garner [ˈd͡ʒɛnɪfɚ ˈɡɑːɹnɚ], née le 17 avril 1972 à Houston, Texas (États-Unis) est une actrice américaine.
Elle a longtemps été associée au personnage de Sydney Bristow, l’agent secret de la CIA, qu’elle interprétait dans la série Alias, de 2001 à 2006.
Au cinéma, elle se distingue d'abord dans des rôles d'héroïne d'action — Daredevil (2003), Elektra (2005), Le Royaume (2007) —, avant d'enchaîner surtout les comédies — 30 ans sinon rien (2004), Juno (2007), Hanté par ses ex (2009), ou encore Valentine’s Day (2010).
Mais depuis le début des années 2010, elle privilégie surtout un cinéma plus indépendant : La Famille Pickler (2011), Dallas Buyers Club (2013), Men, Women and Children (2014), Danny Collins (2015), Wakefield (2016), The Tribes of Palos Verdes (2017), Love, Simon (2018).
Elle alterne aussi avec des films familiaux : La Drôle de vie de Timothy Green (2012), Alexandre et sa journée épouvantablement terrible et affreuse (2014) et Ma vie de chat (2016).
En 2018, elle revient avec deux projets de premier plan : les premiers rôles du film d'action Peppermint, de Pierre Morel, et de la série télévisée Camping, conçue par les créatrices de Girls. Cette année-là, elle est honorée par la Chambre de commerce de Los Angeles, en recevant sa propre étoile sur le célèbre Hollywood Walk of Fame.

## Biographie

### Jeunesse et formation
Cadette d’une fratrie de trois filles, Jennifer Anne Garner grandit à Charleston en Virginie-Occidentale. Elle est élevée dans une famille protestante rigoriste et très pratiquante.
Sa mère est professeure d’anglais et son père ingénieur. Sa première passion est la danse classique qu’elle pratique pendant 9 ans. Elle étudie ensuite la chimie à l’Université Denison, où elle obtient un baccaulauréat avant d’abandonner cette voie pour étudier le théâtre au National Theater Institute de Waterford dans le Connecticut.
Une fois diplômée, elle s’installe à New York où elle est hôtesse dans un restaurant tout en cherchant des rôles.

### Débuts d'actrice et révélation télévisuelle (1996-2006)

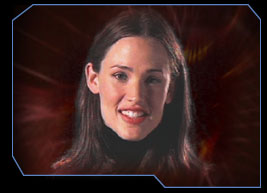
L'actrice dans son rôle de Sydney Bristow, pour la série Alias.

Son premier rôle au cinéma est en 1996 dans Mr. Magoo, de Stanley Tong. Elle enchaîne avec un petit rôle dans Harry dans tous ses états, de Woody Allen.
En 1998, elle déménage à Los Angeles, où elle est repérée par le réalisateur J. J. Abrams qui lui offre un rôle récurrent dans sa série Felicity, où elle rencontre d'ailleurs l’acteur Scott Foley, son premier mari.
Entre 1999 et 2001, elle fait partie de la distribution principale d'une série sentimentale menée par l'actrice Jennifer Love Hewitt, intitulée Sarah. Mais cette série dérivée de La Vie à cinq ne fonctionne pas en termes d'audiences. Parallèlement, elle décroche des petits rôles au cinéma : en 1999 dans la comédie potache Eh mec ! Elle est où ma caisse ?, de Danny Leiner, avec Ashton Kutcher, et en 2001 dans le blockbuster Pearl Harbor de Michael Bay.
J. J. Abrams lui confie alors le rôle principal de sa nouvelle création : une série d'espionnage intitulée Alias. La série, qui suit les aventures d'une étudiante recrutée par une division secrète de la CIA, fait ses débuts sur la chaîne ABC en 2001, et est acclamée par la critique. L'actrice décroche le Golden Globe 2002 de la Meilleure actrice dans une série télévisée dès la fin de la première saison, le Saturn Awards 2003 pour la troisième, et le Screen Actors Guild Awards 2005 pour la quatrième. Elle est également nommée, à quatre reprises, pour le Primetime Emmy Award de la meilleure actrice dans une série télévisée dramatique.
Les audiences faiblissent de façon constante, et le programme est arrêté en 2006, au terme d'une cinquième saison raccourcie par la chaîne. La comédienne décroche néanmoins deux People's Choice Awards cette même année, celui de la meilleure star féminine d'action et celui de la meilleure actrice dans une série télévisée.

### Sa percée au cinéma; tête d'affiche de comédies (2002-2012)

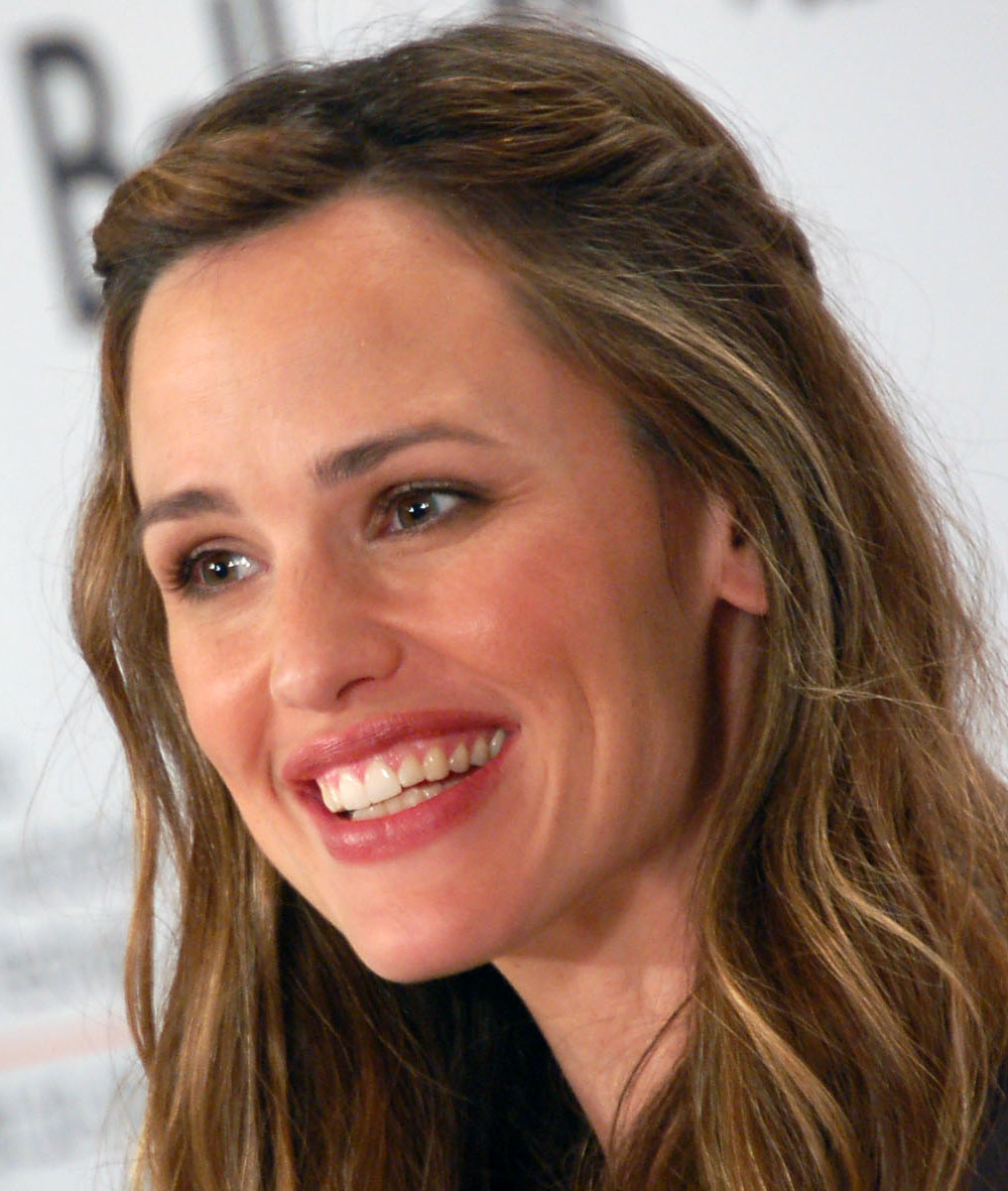
La comédienne pour la première de The Invention of Lying, au Festival international du film de Toronto 2009.

Parallèlement à la série, elle participe à plusieurs projets cinématographiques.
En 2002, Steven Spielberg lui offre un petit rôle dans sa comédie Arrête-moi si tu peux, celui d'une mystérieuse hôtesse de l'air qui séduit le jeune héros interprété par Leonardo DiCaprio.
En 2003, elle partage l'affiche du blockbuster Daredevil de Mark Steven Johnson avec la star Ben Affleck. Le film est un succès au box-office, à défaut de convaincre la critique. Deux ans plus tard, elle ré-endosse donc le costume du personnage d'Elektra Natchios pour un film dérivé. Intitulé Elektra, et réalisé par Rob Bowman, le film est néanmoins très mal reçu par la critique, et très moyennement par le public. Elle tente aussi de s'éloigner des rôles d’héroïne d'action pour la comédie sentimentale 30 ans sinon rien (13 Going on 30), de Gary Winick, qui fonctionne bien au box-office.
En 2005, elle crée, avec son assistant personnel, sa propre société de production, Vandalia Films.
L'année suivante, elle tente de s'imposer comme tête d'affiche de la comédie dramatique Ma vie sans lui, écrite et réalisée par Susannah Grant. Elle y interprète une jeune femme touchée par la mort de son fiancé, dont elle redécouvre progressivement le passé. Le film passe cependant inaperçu, et échoue au box-office.
En 2007, elle est à l'affiche de deux films salués par la critique : elle revient à l'action pour partager l'affiche du thriller militaire Le Royaume (The Kingdom) avec Jamie Foxx. Sous la direction de Peter Berg, ils incarnent des agents fédéraux américains débarquant en Arabie Saoudite pour mener une enquête. Puis elle apparaît dans la comédie indépendante Juno, de Jason Reitman, qui révèle la jeune Ellen Page. Si le premier film fonctionne trop justement au box-office, le second remporte un énorme succès critique et commercial dans le monde entier. Cette production lui permet de confirmer son statut d'actrice capable de démontrer ses capacités à évoluer dans des registres différents.

La même année, elle doit jouer dans le film À cœur ouvert aux côtés d'Adam Sandler, mais elle décide finalement d'abandonner le projet et elle est alors remplacée par Liv Tyler. Aussi, elle renoue avec sa passion première : le théâtre. En effet, elle est à l'affiche d'un grand classique français Cyrano de Bergerac incarnant le personnage de Roxane aux côtés de Kevin Kline, dans une pièce jouée à Broadway. 

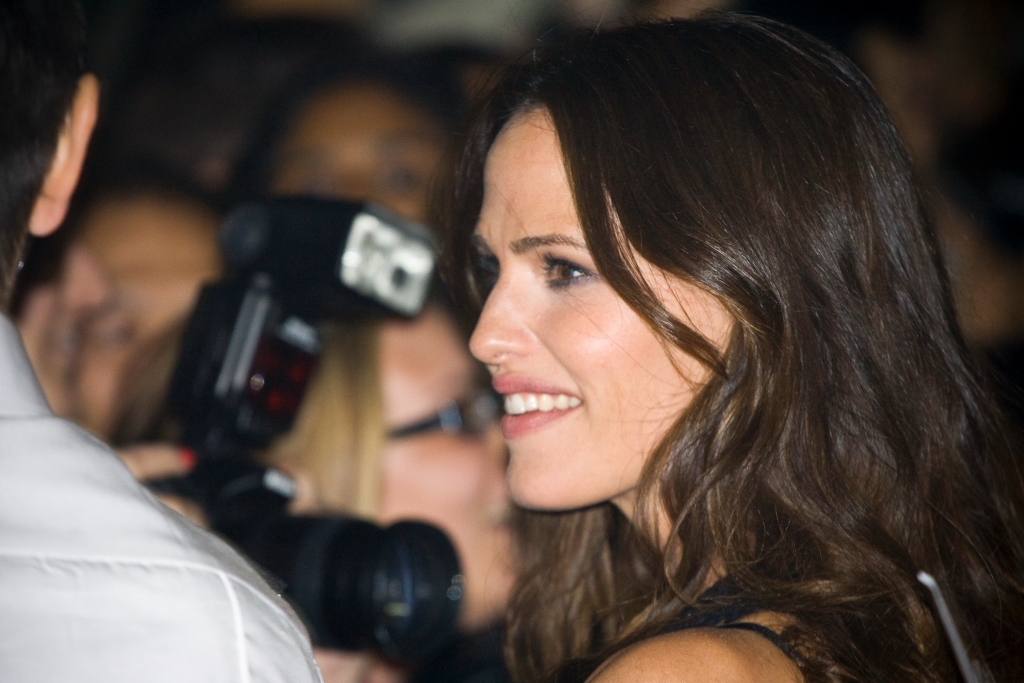
L'actrice au Festival international du film de Toronto 2010 pour le drame indépendant Men, Women & Children.

Cependant, l'année de la sortie de ces films, elle s'est retirée des plateaux durant un an pour s'occuper de son nouveau-né et se remettre de l'arrêt de la série Alias.
Elle revient en 2009 avec deux comédies, qui échouent toutes deux au box-office : tout d'abord la comédie romantique grand public Hanté par ses ex, de Mark Waters, avec Matthew McConaughey en vedette, puis la plus indépendante et ambitieuse Mytho-Man, réalisée par Ricky Gervais et Matthew Robinson.
En 2010, elle renoue donc avec un projet ouvertement commercial : la comédie chorale de Garry Marshall, Valentine’s Day, où elle côtoie une brochette de stars.
En 2011, elle produit et tient le premier rôle de la comédie dramatique indépendante La Famille Pickler. Elle y joue une mère au foyer ultra-compétitrice, sous la direction de Jim Field Smith. Le film est très bien reçu au Festival international du film de Toronto 2011.
Elle joue ensuite une assistante dans la comédie romantique décalée Arthur, un amour de milliardaire, de Jason Winer. Les deux films peinent à convaincre le public comme la critique. La même année, elle aurait dû tenir le rôle de Carol Ferris dans Green Lantern avec Ryan Reynolds mais finalement Blake Lively lui est préférée.
En 2012, elle revient en tête d'affiche en jouant la mère de famille de la comédie familiale fantastique des studios Disney : La Drôle de vie de Timothy Green, de Peter Hedges. Le film rembourse à peine son budget.

### Cinéma indépendant et diversification (depuis 2013)

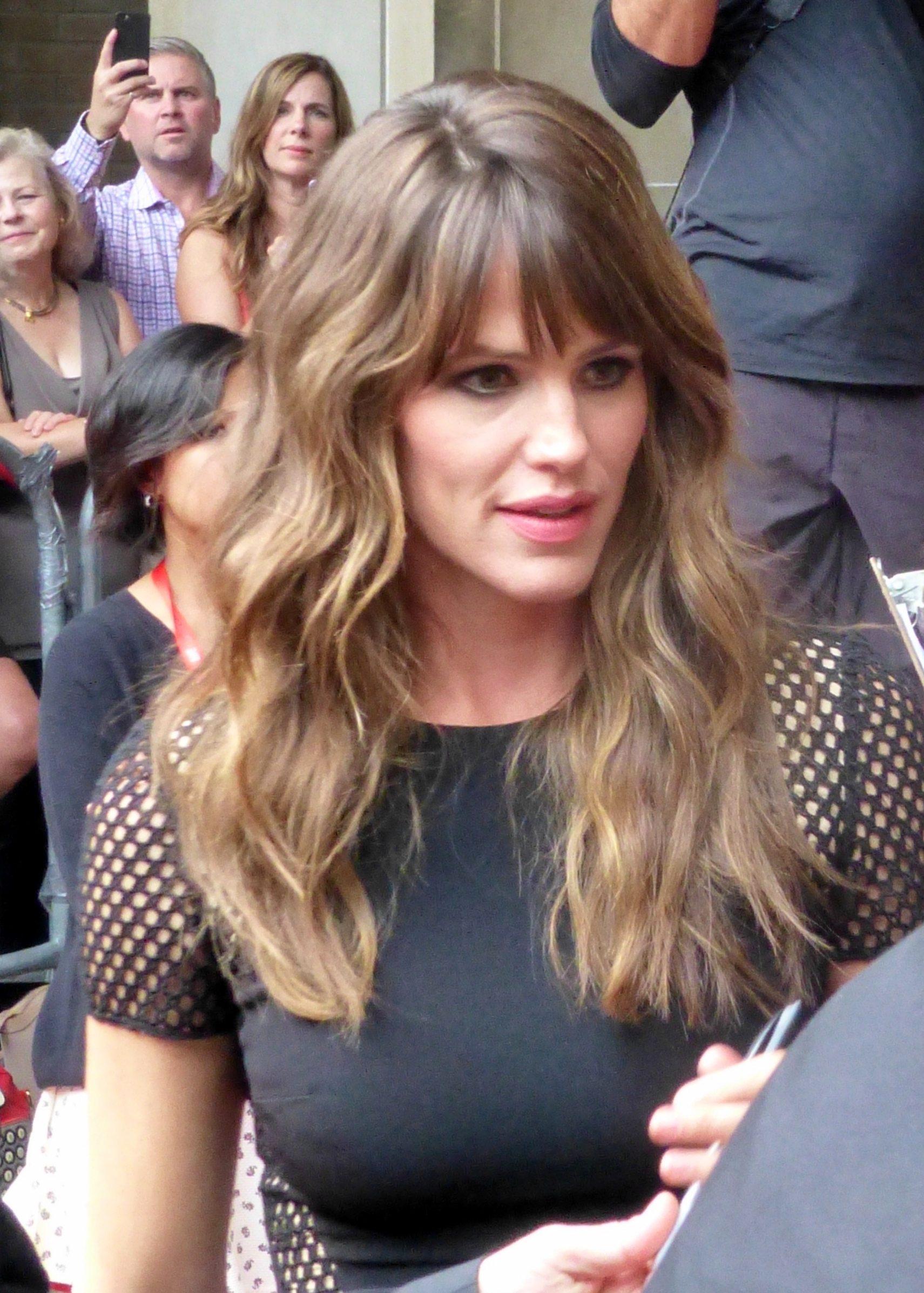
Au Festival international du film de Toronto 2014 pour la présentation de Men, Women and Children.

En 2013, elle retrouve Matthew McConaughey, alors en pleine renaissance professionnelle, et tête d'affiche de la comédie dramatique indépendante Dallas Buyers Club, de Jean-Marc Vallée. Elle incarne le rôle principal féminin, celui du Dr. Eve Saks. Le film est acclamé par la critique et reçoit plusieurs nominations aux Oscars. La même année, elle devint la première ambassadrice américaine de la marque italienne Max Mara.
En 2014, elle joue dans le drame sportif mené par Kevin Costner Le Pari (Draft Day), réalisé par le vétéran Ivan Reitman. Elle revient ensuite à la comédie familiale et aux rôles de mère de famille idéale avec Alexander and the Terrible, Horrible, No Good, Very Bad Day, de Miguel Arteta, aux côtés de la star Steve Carell.
La même année, elle retrouve le réalisateur Jason Reitman pour le drame Men, Women & Children, toujours dans celui d'une mère au foyer, mais cette fois tentant désespérément de préserver sa fille adolescente des nouvelles technologies, quitte à franchir la ligne jaune.
En 2015, elle joue dans le biopic Danny Collins, écrit et réalisé par Dan Fogelman, et avec Al Pacino dans le rôle-titre.
L'année 2016 est marquée par quatre projets très différents : elle retrouve le réalisateur Garry Marshall pour la comédie populaire chorale Joyeuse fête des mères ; puis elle côtoie Kevin Spacey, qui mène la comédie familiale potache Ma vie de chat, de Barry Sonnenfeld. Ensuite, elle revient comme tête d'affiche pour le drame indépendant Miracles du Ciel, réalisé par Patricia Riggen.

En 2017, après son divorce, elle se lance dans l’entrepreneuriat et co-fonde Once upon a farm une marque de petits pots, de compotes et de smoothies issus de l’agriculture biologique. Enfin, elle donne la réplique à la star Bryan Cranston, tête d'affiche, du drame indépendant Wakefield, de Robin Swicord.

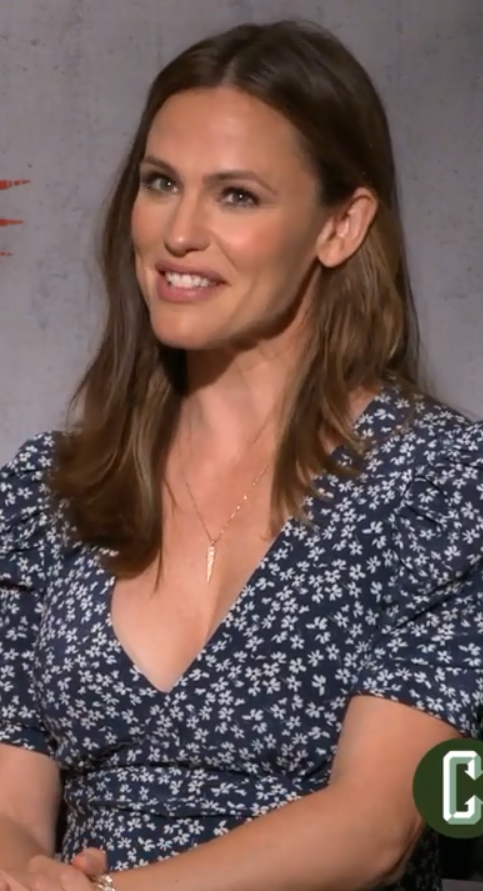
En 2018, pour la promotion de Peppermint.

L'année 2018 débute avec la comédie dramatique indépendante Love, Simon, réalisé par Greg Berlanti. Avec Josh Duhamel, elle forme l'entité parentale du héros adolescent, incarné par la jeune vedette Nick Robinson. Le film rencontre un franc succès auprès de la critique et du public. Mais elle revient surtout au cinéma d'action en tête d'affiche de Peppermint, long-métrage réalisé par Pierre Morel dont elle réalise elle-même les cascades. Cette année-là, elle reçoit son étoile sur le célèbre Hollywood Walk of Fame qui couronne sa carrière menée de front entre le cinéma et la télévision,,. Puis, elle joue l'un des premiers rôles de la série humoristique de Lena Dunham, Camping diffusée par HBO. Il s'agit d'une adaptation d'une série britannique du même nom,. Cependant, la série déçoit la critique et est rapidement annulée.
Ensuite, il est annoncé une nouvelle collaboration entre Jennifer Garner et J. J. Abrams pour une mini-série distribuée par Apple TV, My Glory Was I Had Such Friends. Il s'agit d'une adaptation des mémoires d'Amy Silverstein qui raconte la longue attente d'une femme avant une greffe de cœur. Dans le même temps, elle rejoint la comédie Yes Day, qui sera diffusée par Netflix.
En 2019, dans le numéro spécial beauté du célèbre magazine People, elle est élue femme de l'année. Un prix qui récompense l'équilibre dont fait preuve l'actrice entre sa carrière, son statut de femme d'affaires mais aussi son rôle d'ambassadrice pour l'organisation Save the Children et l'éducation de ses enfants,. En 2022 elle reçoit le titre de Femme de l'année du Hasty Pudding Theatricals et elle joue dans le film de Netflix Adam à travers le temps.

## Vie privée

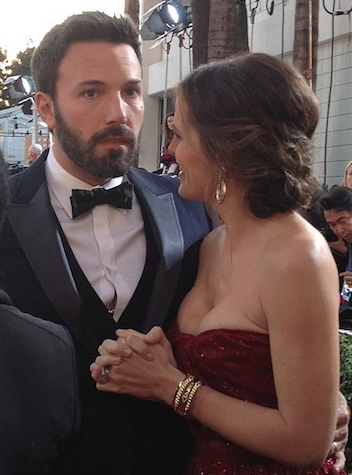
Avec son ex-mari Ben Affleck, lors de la 70e cérémonie des Golden Globes, en 2013.

Le 19 octobre 2000, elle épouse Scott Foley mais ils se séparent au bout de trois années de mariage, le divorce étant finalement prononcé le 30 mars 2004. Après cette séparation, elle a une relation avec son partenaire de la série Alias, Michael Vartan, lors de la troisième saison mais ils se séparent dès août 2004.
Elle est restée très proche de Victor Garber qui incarnait son père dans Alias.
En 2004, elle se met en couple avec l’acteur Ben Affleck, ils se sont rencontrés sur le plateau de Pearl Harbor mais sont tombés amoureux pendant le tournage de Daredevil selon l'acteur, mais c'est seulement à l'été 2004 qu'elle renoue avec l'acteur lors du tournage du film Elektra  où il joue un cameo coupé au montage. Ils se fiancent au bout de quelques mois et se marient le 29 juin 2005 sur une plage de Parrot Cay (Îles de Turks et Caicos) sans témoin ni invité. La cérémonie a été présidée par Victor Garber. Le couple a trois enfants : Violet Anne (née le 1er décembre 2005), Seraphina Rose Elizabeth (née le 6 janvier 2009) et Samuel Garner (né le 27 février 2012).
Le 30 juin 2015, le couple annonce au magazine People son intention de divorcer. En avril 2017, ils officialisent leur divorce. Depuis, ils entretiennent de bons rapports et se voient régulièrement avec leurs enfants,.
Depuis 2019 elle est en couple avec John Miller, un entrepreneur qui détient une société de plusieurs chaînes de restaurants.

## Théâtre
- 1995 : A Month in the Country, pièce de théâtre joué au Criterion Center Stage Right (Broadway, New York) : Verochk, Katia (doublure)
- Du 1er novembre 2007 au 6 janvier 2008 : Cyrano de Bergerac, pièce de théâtre d’Edmond Rostand traduite et adaptée par Anthony Burgess et joué au Richard Rodgers Theatre (Broadway, New York) : Roxane

## Filmographie
Sauf indication contraire, les informations mentionnées dans cette section peuvent être confirmées par la base de données cinématographiques IMDb,  présente dans la section « Liens externes ».

### Cinéma

#### Longs métrages
- 1997 : Harry dans tous ses états (Deconstructing Harry) de Woody Allen : la femme dans l’ascenseur
- 1997 : Washington Square d'Agnieszka Holland : Marien Almond
- 1997 : Mr. Magoo de Stanley Tong : Stacy Sampanahoditra
- 1998 : 1999 de Nick Davis (en) : Annabell
- 2000 : Eh mec ! Elle est où ma caisse ? (Dude, Where’s My Car?) de Danny Leiner : Wanda
- 2001 : Pearl Harbor de Michael Bay : Sandra
- 2001 : Rennie’s Landing de Marc Fusco : Kiley Bradshaw
- 2002 : Arrête-moi si tu peux (Catch Me If You Can) de Steven Spielberg : Cheryl Ann
- 2003 : Daredevil de Mark Steven Johnson : Elektra Natchios
- 2004 : 30 ans sinon rien (13 Going On 30) de Gary Winick : Jenna Rink
- 2005 : Elektra de Rob Bowman : Elektra Natchios
- 2006 : Ma vie sans lui (Catch and Release) de Susannah Grant : Gray
- 2007 : Le Royaume (The Kingdom) de Peter Berg : Janet Mayes
- 2007 : Juno de Jason Reitman : Vanessa Loring
- 2009 : Hanté par ses ex (Ghosts of Girlfriends Past) de Mark Waters : Jenny Perotti
- 2009  : Mytho-Man (The Invention of Lying) de Ricky Gervais et Matthew Robinson : Anna
- 2010 : Valentine’s Day de Garry Marshall : Julia Fitzpatrick
- 2011 : La Famille Pickler (Butter) de Jim Field Smith : Laura Pickler (également productrice)
- 2011 : Arthur, un amour de milliardaire (Arthur) de Jason Winer : Susan Johnson
- 2012 : La Drôle de vie de Timothy Green de Peter Hedges : Cindy Green
- 2013 : Dallas Buyers Club de Jean-Marc Vallée : Dr Eve Saks
- 2014 : Le Pari (Draft Day) d'Ivan Reitman : Ali Parker
- 2014  : Alexandre et sa journée épouvantablement terrible et affreuse (Alexander and the Terrible, Horrible, No Good, Very Bad Day) de Miguel Arteta : Kelly Cooper
- 2014 : Men, Women and Children de Jason Reitman : Anna Smith
- 2015 : Danny Collins de Dan Fogelman : Samantha Leigh Donnelly
- 2016 : Joyeuse fête des mères (Mother's Day) de Garry Marshall : le second lieutenant Dana Barton
- 2016 : Miracles du Ciel (Miracles From Heaven) de Patricia Riggen : Christy Beam
- 2016 : Ma vie de chat (Nine Lives) de Barry Sonnenfeld : Lara Brand
- 2016 : Wakefield de Robin Swicord : Diana Wakefield
- 2017 : The Tribes of Palos Verdes de Brendan et Emmett Malloy : Sandy
- 2017 : A Happening of Monumental Proportions de Judy Greer : Nadine
- 2018 : Love, Simon de Greg Berlanti : Emily Spier
- 2018 : Peppermint de Pierre Morel : Riley North
- 2019 : Le Parc des merveilles (Wonder Park) de Dylan Brown : Mme Bailey, la mère de June (animation - voix originale)
- 2021 : Yes Day de Miguel Arteta : Allison Torres
- 2022 : Adam à travers le temps (The Adam Project) de Shawn Levy : Ellie Reed
- 2023 : Family Switch de McG : Jess Walker (également productrice)
- 2024 : Deadpool et Wolverine (Deadpool and Wolverine) de Shawn Levy : Elektra Natchios

#### Courts métrages
- 1997 : In Harm’s Way de Peter Sobich Jr. : Kelly
- 2004 : The Animated Alias: Tribunal de David Lipson : Sydney Bristow (animation - voix originale)
- 2012 : Serena de Rodrigo García : Serena

### Télévision

#### Téléfilms
- 1995 : Zoya: les chemins du destin (Zoya) de Richard A. Colla : Sasha
- 1996 : Harvest of Fire de Arthur Allan Seidelman : Sarah Troyer
- 1997 : The Player de Mark Piznarski : Celia Levison
- 1997 : Rose Hill pour toujours (Rose Hill) de Christopher Cain : Mary Rose Clayborne / Victoria Elliot at 17
- 1999 : Aftershock : Tremblement de terre à New York Aftershock: Earthquake in New York de Mikael Salomon : Diane Agostini

#### Séries télévisées
- 1996 : Swift Justice : Allison (saison 1, épisode 7)
- 1996 : Lonesome Dove : Les Jeunes Années (Dead Man's Walk) de Yves Simoneau : Clara Forsythe (mini-série, 2 épisodes)
- 1996 : New York, police judiciaire (Law and Order) : Jaime (saison 6, épisode 23)
- 1996 : Spin City : Becky (saison 1, épisode 10)
- 1998 : Significant Others : Nell (mini-série, 6 épisodes)
- 1998 : L'Île fantastique : Sally (saison 1, épisode 7)
- 1998 - 2002 : Felicity de J. J. Abrams et Matt Reeves : Hannah Bibb (saison 1, épisodes 9 et 16 / saison 4, épisode 19)
- 1999 - 2000 : Sarah : Romy Sullivan (saison 1, 19 épisodes)
- 1999 : Le Caméléon : Billie Vaughn-Dupree (saison 3, épisode 13)
- 2001 - 2006 : Alias : Sydney Bristow (105 épisodes - également productrice de 17 épisodes)
- 2003 : Les Simpson : elle-même (animation, voix originale - saison 15, épisode 1)
- 2009 : Great Performances : Roxane (saison 37, épisode 8)
- 2018 : Camping : Kathryn McSorley-Jodell (8 épisodes)
- 2018 - 2019 : Petit lama : Mama Llama (animation - voix originale)
- 2023 : Party Down  : Evie Adler (6 épisodes)
- 2023 : The Last Thing He Told Me : Hannah Hall (7 épisodes - également productrice de 3 épisodes)

### Jeux vidéo
- 2004 : Alias de Jeffrey Abrams et Breen Frazier (voix originale)

## Distinctions
- En 2018, elle obtient son étoile sur le célèbre Hollywood Walk of Fame[31].

### Récompenses
- Golden Globes 2002 : Meilleure actrice dans une série dramatique pour Alias
- 2002 : Online Film & Television Association Awards de la meilleure révélation féminine dans une nouvelle série télévisée dramatique pour Alias
- 2002 : Online Film & Television Association Awards de la meilleure révélation féminine dans une série télévisée dramatique pour Alias
- 2003 : MTV Movie Awards de la meilleure révélation féminine dans une série télévisée dramatique pour Alias
- Saturn Awards 2003 : Meilleure actrice dans une série télévisée dramatique pour Alias
- ShoWest Convention 2004 : Star féminine de demain
- 2004 : Teen Choice Awards de la meilleure actrice dans une série dramatique dans une série télévisée dramatique pour Alias
- Screen Actors Guild Awards 2005 : Meilleure actrice dans une série dramatique pour Alias
- People's Choice Awards 2006 : 
  - Actrice de film d'action préférée
  - Star féminine préférée de la télévision dans une série télévisée dramatique pour Alias
- CinemaCon 2012 : Star féminine de l'année
- Hasty Pudding Theatricals 2022 : Femme de l'année

### Nominations

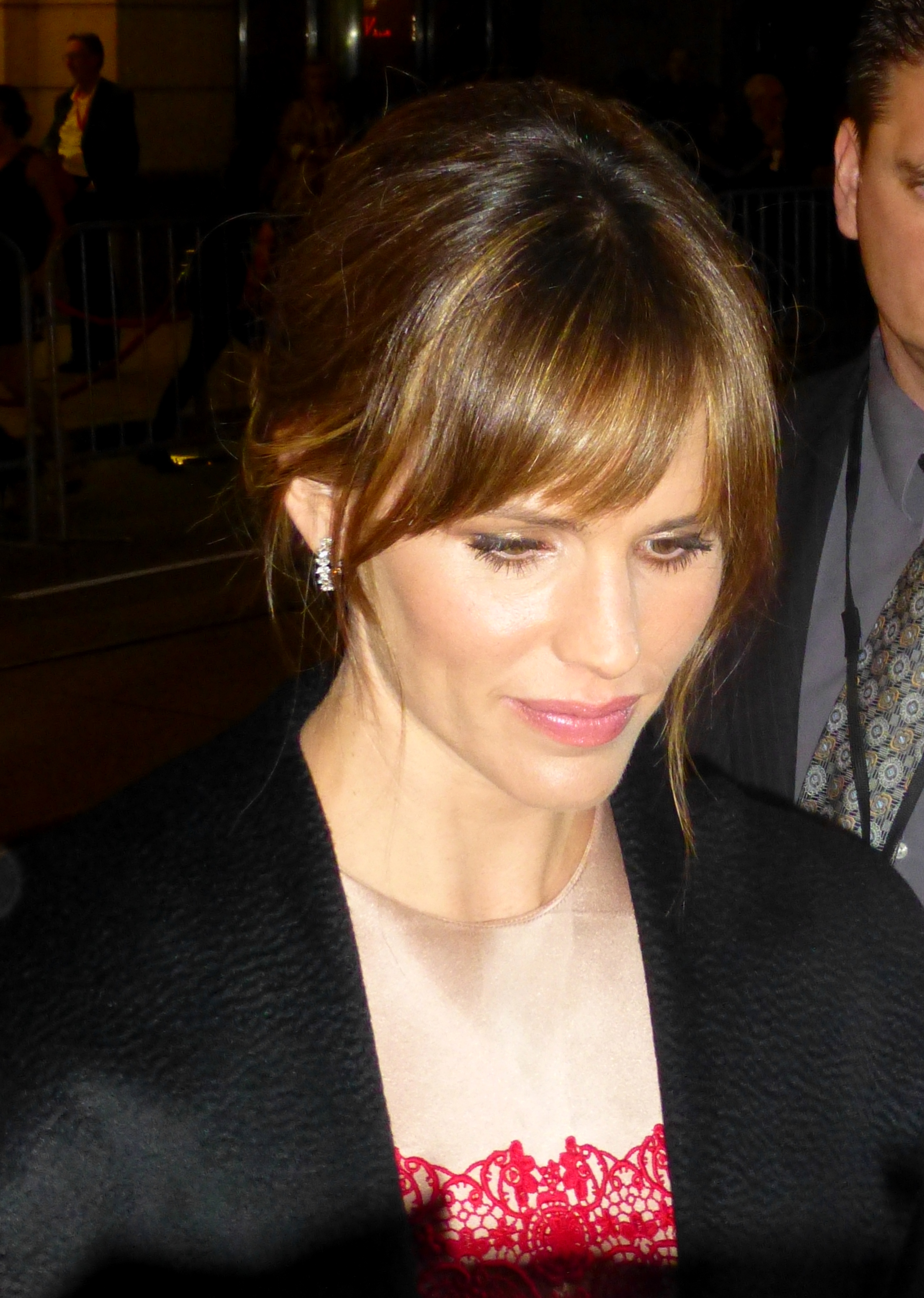
Au Toronto International Film Festival, en septembre 2013, pour Dallas Buyers Club.

- Primetime Emmy Awards 2002 : Meilleure actrice dans une série télévisée dramatique pour Alias
- 2002 : Teen Choice Award de la meilleure actrice dans une série télévisée dans une série télévisée dramatique pour Alias
- Golden Globes 2003 : Meilleure actrice dans une série dramatique pour Alias
- 2003 : MTV Movie Awards du meilleur baiser dans un film d'action pour Daredevil partagé avec Ben Affleck
- 2003 : Online Film & Television Association Awards de la meilleure révélation féminine dans une série télévisée dramatique pour Alias
- Primetime Emmy Awards 2003 : Meilleure actrice dans une série télévisée dramatique pour Alias
- Satellite Awards 2003 : Meilleure actrice dans une série télévisée dramatique pour Alias
- Teen Choice Awards 2003 : 
  - Meilleure actrice dans un film d'action pour Daredevil
  - Meilleure évasion dans un film d'action pour Daredevil
  - Meilleure alchimie à l'écran pour Daredevil partagée avec Ben Affleck
  - Meilleure actrice dans une série télévisée dans une série télévisée dramatique pour Alias
- 2003 : Television Critics Association Awards de la meilleure actrice dans une série télévisée dans une série télévisée dramatique pour Alias
- Golden Globes 2004 : Meilleure actrice dans une série dramatique pour Alias
- 2004 : Online Film & Television Association Awards de la meilleure révélation féminine dans une série télévisée dramatique pour Alias
- Primetime Emmy Awards 2004 : Meilleure actrice dans une série télévisée dramatique pour Alias
- Satellite Awards 2004 : Meilleure actrice dans une série télévisée dramatique pour Alias
- Saturn Awards 2004 : Meilleure actrice dans une série télévisée dramatique pour Alias
- Screen Actors Guild Awards 2004 : Meilleure actrice dans une série dramatique pour Alias
- Teen Choice Awards 2004 : 
  - Meilleure actrice dans une comédie romantique pour 30 ans sinon rien
  - Meilleure alchimie à l'écran pour 30 ans sinon rien partagée avec Mark Ruffalo
- Golden Globes 2005 : Meilleure actrice dans une série dramatique pour Alias
- 2005 : Online Film & Television Association Awards de la meilleure révélation féminine dans une série télévisée dramatique pour Alias
- Satellite Awards 2005 : Meilleure actrice dans une série télévisée dramatique pour Alias
- Saturn Awards 2005 : Meilleure actrice dans une série télévisée dramatique pour Alias
- Saturn Awards 2006 : Meilleure actrice dans une série télévisée dramatique pour Alias
- MTV Movie Awards 2005 : 
  - Meilleur baiser pour Elektra partagé avec Natassia Malthe
  - Meilleure interprétation musicale pour 30 ans sinon rien partagé avec Mark Ruffalo
- Primetime Emmy Awards 2005 : Meilleure actrice dans une série télévisée dramatique pour Alias
- Teen Choice Awards 2005 : 
  - Icône féminine fashion sur le tapis rouge
  - Meilleure actrice dans une série télévisée dans une série télévisée dramatique pour Alias
  - Meilleure alchimie dans une série télévisée pour Alias partagée avec Michael Vartan.
  - Meilleure actrice dans un film d'action pour Elektra
- People's Choice Awards 2006 : 
  - Actrice principale préférée
  - Star féminine TV préférée dans une série télévisée dans une série télévisée dramatique pour Alias
- 2006 : Teen Choice Awards de la meilleure actrice dans une série télévisée dans une série télévisée dramatique pour Alias
- 2006 : TV Land Awards de la star féminine du petit écran dans une série télévisée dans une série télévisée dramatique pour Alias
- 2007 : TV Land Awards de la star féminine du petit écran dans une série télévisée dans une série télévisée dramatique pour Alias
- 2008 : Online Film Critics Society Awards de la meilleure actrice pour Juno
- Screen Actors Guild Awards 2014 : Meilleure distribution pour Dallas Buyers Club partagée avec Jared Leto, Matthew McConaughey, Denis O'Hare, Dallas Roberts et Steve Zahn
- Teen Choice Awards 2016 : Meilleure actrice pour Miracles du Ciel

## Voix francophones
En France, Laura Blanc est la voix française régulière de Jennifer Garner depuis la série Sarah en 2000.
Au Québec, Aline Pinsonneault est la voix québécoise régulière de l'actrice depuis le film M. Magoo en 1997.